# RWE

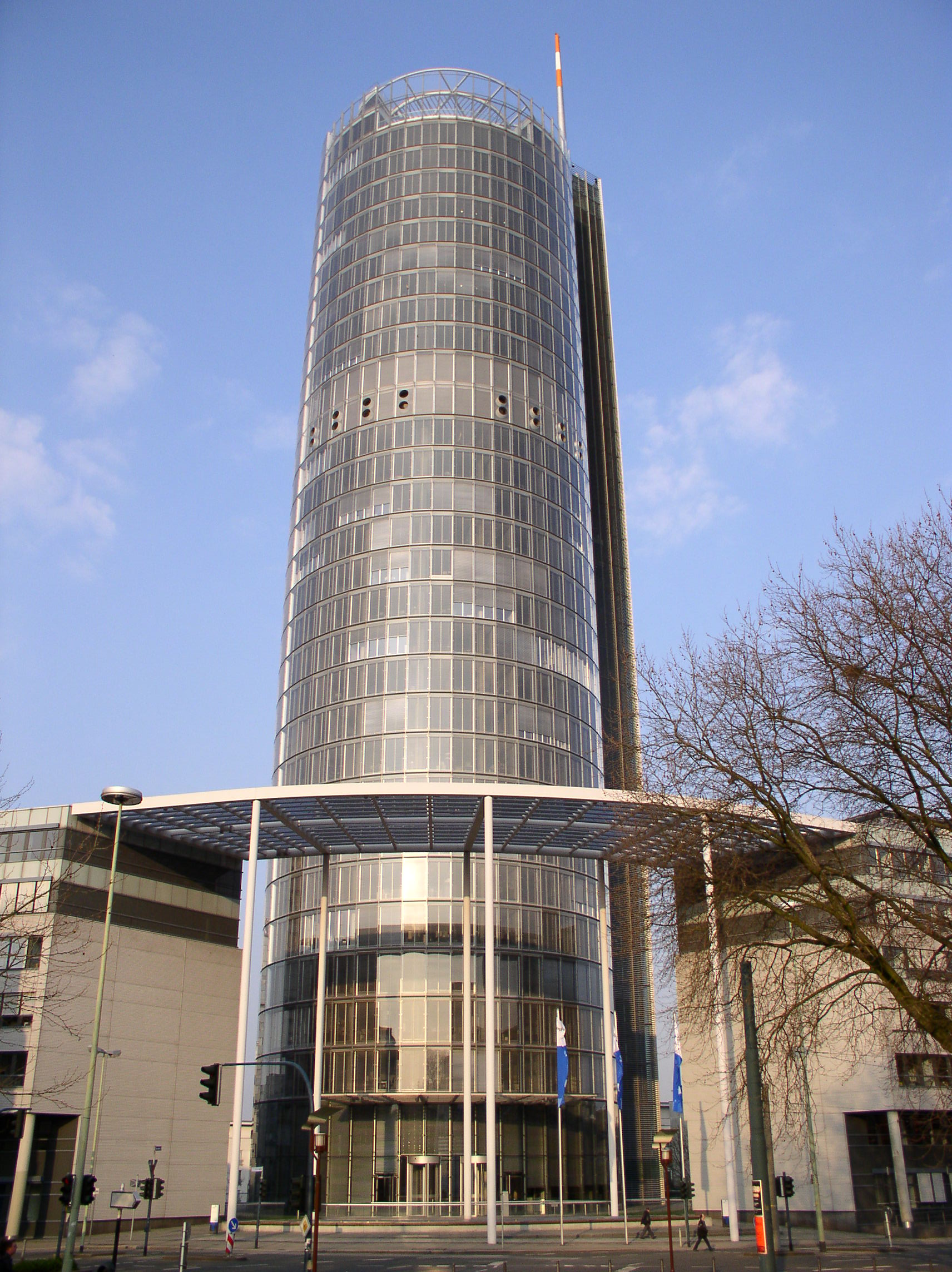
RWE-koncernens huvudkontor i RWE-Turm.

RWE (Rheinisch-Westfälisches Elektrizitätswerk AG) är ett tyskt företag inom energibranschen med huvudkontor i Essen. Det är Tysklands näst största energikoncern, efter E.ON.

## Historik
Rheinisch-Westfälische Elektrizitätswerk AG (RWE) grundades 25 april 1898 genom sammanslagningen av Elektrizitäts-AG vormals W. Lahmeyer & Co och Deutsche Gesellschaft für elektrische Unternehmungen för att försörja Essen med elektricitet. 1902 övertog August Thyssen och Hugo Stinnes via ett konsortium med Deutsche Bank, Dresdner Bank och Disconto-Gesellschaft aktiemajoriteten i RWE.
Elektricitetsverket byggdes på området där Stinnes gruva Victora Mathias stod. Företaget växte snabbt via avtal med andra områden i Ruhrområdet och Rhenlandet. Hugo Stinnes skapade ett bolag som ägdes av både privata, kommunala och statliga intressenter. Detta för att finansiera tillväxten och för att får koncessioner och tillstånd. Stinnes försökte också via förvärv av elektriska spårvägs- och järnvägsföretag att få strömleveransersavtal. 
Denna aggressiva förvärvspolitik och grundandet av ett antal elverk och företag gjorde att RWE expanderade till ett av Tysklands största energiföretag under 1920-talet. 
RWE fusionerade sig med Vereinigte Elektrizitätswerke Westfalen (VEW) år 2000.
Som första företaget i världen stämdes RWE 2015 för att ha bidragit till de ökande klimatförändringarna på jorden.

## Flytande LNG-terminal
Efter den försörjningskris på gas inför vintersäsongen 2022/2023, som uppstått genom Rysslands agerande på energiområdet efter Rysslands invasion av Ukraina våren 2022, vidtog regering och näringsliv tillsammans åtgärder för att ersätta importen av naturgas från Ryssland med import från andra källor. Eftersom Tyskland helt saknade importterminaler för flytande naturgas, riktades stort intresse mot den snabbare metoden att anskaffa flytande LNG-terminaler. En av – så småningom – fyra lokaliseringsorter kom att bli platsen för Brunsbüttel kärnkraftverk vid Elbehaven vid Elbemynningen i Brunsbüttel. Där planerar RWE att i januari 2023 att driftsätta Brunsbüttels LNG-terminal efter långtidschartring av en FSRU från Hoegh LNG.